# Hua jacqueti
Hua jacqueti is een slakkensoort uit de familie van de Semisulcospiridae. De wetenschappelijke naam van de soort werd voor het eerst geldig gepubliceerd in 1906 door Dautzenberg en H. Fischer als Melania jacqueti.